# Crisi del bilancio di Porto Rico
La crisi del bilancio di Porto Rico, meglio nota come Puerto Rico budget crisis, è stata una crisi economica, politica e sociale che ha colpito il governo portoricano verso la fine dell'anno fiscale 2005-2006.

## Evoluzione della crisi
Il 1º maggio 2006 un significante deficit monetario, frutto di una errata gestione dei fondi statali, ha reso necessario chiudere il Dipartimento dell'educazione e altri 42 enti governativi, nonché tutti i 1.536 istituti scolastici pubblici, per un totale di 95.762 addetti statali mandati a casa in licenza, in quello che è stato il primo crollo parziale del governo nella storia dell'isola. Le proteste popolari furono numerose e immediate.
Nei giorni a seguire il governatore Aníbal Acevedo Vilá cercò di mettere d'accordo il Senato e la Camera dei rappresentanti sulle soluzioni da adottare.

## Risoluzione
Il 4 maggio ci furono i primi segnali positivi, con un semi-accordo sulla possibilità di introdurre nuove tasse. Operazione che divenne effettiva il 10 maggio, con l'introduzione di una tassa pari al 5,5% sull'acquisto di qualsiasi bene. Grazie a questa manovra la crisi fu dichiarata ufficialmente superata il 13 maggio, dopo due settimane di paralisi totale.
Il 15 novembre, per stabilizzare il bilancio, il governo ha dovuto lasciare la possibilità ai singoli comuni di incrementare ulteriormente la nuova tassa dell'1,5% come tassa municipale, fino ad un massimo, quindi, del 7%.